# Märkischer Naturgarten
Märkischer Naturgarten – rezerwat przyrody we wschodniej części Frankfurtu nad Odrą, w dzielnicy Güldendorf, na wysokości polskiej wsi Świecko.
Również teren wielkich upraw owocowych, głównie jabłek.